# Trilogy 2
Trilogy 2 è un album live di Chick Corea con Christian McBride e Brian Blade. È stato pubblicato per la prima volta nel 2018 in Giappone dall'etichetta Universal Music e nel 2019 dalla Concord Records. L'album è il seguito di Trilogy, uscito nel 2013.
Ha vinto il Grammy Award come miglior album strumentale jazz nel 2021. Il brano All Blues ha vinto il premio come miglior assolo jazz improvvisato.

## Tracce

### Disco 1
1. How Deep Is The Ocean (Irving Berlin) – 12:49
2. 500 Miles High (Chick Corea) – 11:02
3. Crepuscule With Nellie (Thelonious Monk) – 6:40
4. Work (Thelonious Monk) – 4:54
5. But Beautiful (Jimmy Van Heusen, Johnny Burke) – 9:02
6. La Fiesta (Chick Corea) – 7:11

### Disco 2
1. Eiderdown (Steve Swallow) – 11:08
2. All Blues (Miles Davis) – 11:35
3. Pastime Paradise (Stevie Wonder) – 8:27
4. Now He Sings, Now He Sobs (Chick Corea) – 16:18
5. Serenity (Joe Henderson) – 7:40
6. Lotus Blossom (Kenny Dorham) – 10:13